# Miqat

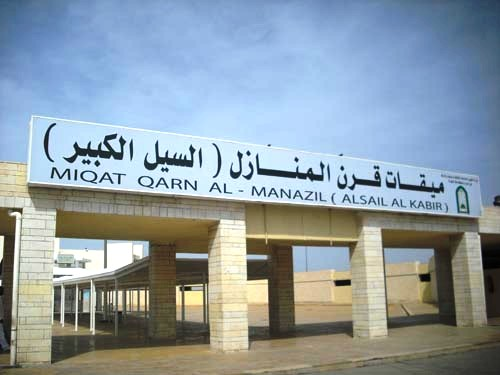
Ingang van één van de miqat-punten.

Een miqat (Arabisch: ميقات) is een punt waar islamitische pelgrims op de bedevaart naar Mekka de gewijde staat binnengaan die bekend staat als ihram en hun ihram-kleding aantrekken. Vijf van de zes aangewezen plaatsen zijn ingesteld door de profeet Mohammed, terwijl de zesde later is toegevoegd door kalief Omar ibn al-Chattab. De miqat-punten zijn als volgt:
- Dhul-Hulayfah: Het ligt op ongeveer 9 km van Medina en 450 km van Mekka. Dit is voor mensen die uit Medina en omliggende gebieden komen.
- Jufah: Ongeveer 190 km ten noordwesten van Mekka voor mensen die uit de richting van Syrië en Egypte komen.
- Qarnu 'l-Manazil: Ook bekend als Meeqat Al Sail, ongeveer 85 km van de Kaaba in een dorp genaamd As Sail Al Kabeer. Dit is voor mensen uit de regio Nadjd.
- Yalamlam: Dit is voor mensen die uit de richting van Jemen komen. Yalamlam is een dorp in de provincie Mekka.
- Zat-i-Irq: Ongeveer 85 km ten noordoosten van Mekka voor pelgrims uit de richting van Irak en Iran. Het is ongeveer 58 km van de snelweg naar Mekka.
- Ibrahim Mursia: Ongeveer 57 km van Mekka voor mensen die de Indische Oceaan oversteken.

Alle miqat-punten bevinden zich in Saoedi-Arabië.